# Marcela de Roma
Santa Marcela (Roma, 325 - ibídem, 410), también conocida como Marcela de Roma, fue una dama perteneciente a la aristocracia romana. Convertida al cristianismo, perteneció al círculo de Jerónimo de Estridón, quien le dirigió una larga serie de epístolas: 23 a 29, 32, 34 y 37, escritas en el año 384; 38, y 40 a 44, escritas en el año 385; a las que se suma la epístola 59. Semejante cuerpo de epístolas evidencia la importancia que Jerónimo atribuyó a Marcela en la comunidad de Roma. La epístola 127 ad Principiam, escrita por Jerónimo en 412 luego de la muerte de Marcela, constituye una de las principales fuentes acreditadas referidas a la vida de esta aristócrata romana.

## Vida

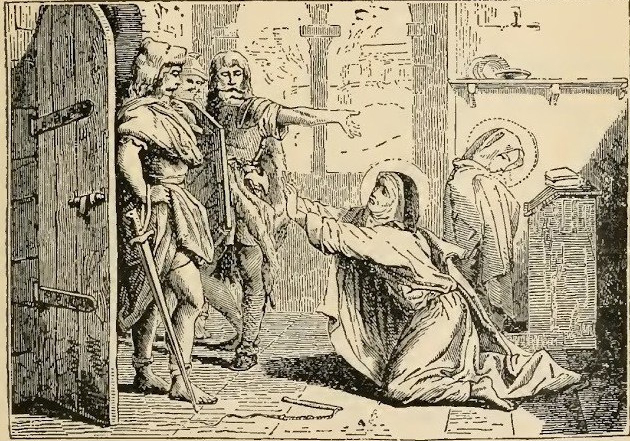
"Marcela de Roma" Grabado de Diodore Rahoult, Italia, 1886.

Viuda después de menos de siete meses de matrimonio y sumamente rica, Marcela formaba parte de las personas más adineradas e influyentes de la ciudad. Nadie se atrevía a criticarla ni a enfrentarla. Vivía en un palacio en el monte Aventino y tenía la costumbre de reunir alrededor de ella a otras damas aristocráticas; y todas, inspiradas por Jerónimo de Estridón, vivían una vida evangélica y activa, dando socorro a los pobres, sanando a los enfermos, defendiendo a todo tipo de esclavos. A ese grupo se incorporó Fabiola de Roma quien, luego de su conversión pública, fundaría el primer hospital de Occidente.
Cuando en 410, los bárbaros traídos por Alarico I llegaron a Roma, todas sus amigas (entre ellas, Paula de Roma y su familia) partieron a Palestina para encontrarse con San Jerónimo salvo ella que, diciendo que era muy vieja, se quedó en aquel lugar.
Los godos la torturaron para hacerla confesar dónde escondía sus riquezas, pero ya había dado todo a los pobres. Murió después a causa de sus heridas.
La leyenda cuenta que su tumba se encuentra en la Iglesia de Santa María Magdalena, junto a la de Maximino de Aix y la de la propia María Magdalena. En dicha iglesia también se encuentran los restos de San Camilo de Lelis.
Marcela es festejada el 31 de enero por la Iglesia católica y figura también entre los santos de las iglesias orientales.

## Reconocimientos
Marcela forma parte de la instalación de la artista feminista Judy Chicago, The Dinner Party. Esta es una historia simbólica de la mujer en la civilización occidental que representa a 1.038 mujeres de la historia; 39 de ellas están representadas por cubiertos y otras 999 en los nombres que están inscritos en The Heritage Floor sobre el que descansa la mesa. El cubierto de Marcela está decorado con los de la Iglesia cristiana. En el tablero hay un esbozo del plano arquitectónico de las primeras basílicas cristianas. La placa de Marcela descansa sobre este plano, situándola como una figura importante en la organización primitiva del cristianismo, central en su desarrollo. El borde delantero de la corredera está hecho de pelo de camello tejido, también utilizado para confeccionar las camisas que llevaban los primeros cristianos como Marcela y los miembros del convento ascético femenino que fundó. Estas camisas, cuyas ásperas fibras irritaban la piel, se llevaban bajo la ropa en un acto de penitencia.